# Cmentarz żydowski w Radziejowie
Cmentarz żydowski w Radziejowie – kirkut został założony prawdopodobnie na początku XIX wieku. Mieścił się w południowej części miasta na krańcu obecnych ulic Ogrodowej i Sosnowej. W czasie okupacji hitlerowskiej 22 kwietnia 1942 Niemcy zdewastowali nekropolię. Po wojnie lokalne władze przeznaczyły część kirkutu na wyrobisko żwiru. Obecnie brak śladów materialnych po nekropolii.